# Xaberniscle d’olor de sabó
El xaberniscle d'olor de sabó (Tricholoma saponaceum) també anomenat fredolic bord d'olor de sabó, és una espècie de bolet agarical de la família de les de les tricolomatàcies (Tricholomataceae). No és comestible.
Creix en boscos de coníferes i planifolis, de setembre a novembre.
El seu basiònim és Agaricus saponaceus Fr. 1818. i la seva nomenclatura binomial, saponaceum, significa "amb olor de sabó".

## Descripció
Presenta un píleu de 8-10 centímetres de diàmetre, poc carnós, i que presenta una gran varietat de tonalitats, lo que crea problemes per la seva identificació. Poden trobar-se exemplars amb colors que van des de tons verdosos, groguencs, o grisencs fins a colors clars, blancs o lleugerament vermellencs.
En exemplars joves el barret té una forma convexa, i s'obre a mesura que madura fins a estendre's del tot. La vora queda lobulada de forma irregular i lleugerament enrotllada. L'estípit és de colors semblants als del barret, però en tons més clars. Pot esser bombat, sinuós, cilíndric o recte, i mesura uns 10 centímetres d'alçada i entre 1 i 3 cm de diàmetre.
La carn és blanca i s'envermelleix a les zones tallades, però això no es produeix sempre als exemplars joves, té un gust suau, una mica de florit, de vegades lleugerament farinós. Té una olor neutra però aviat fa una olor pesada, de safareig, de sabó de cuina. Les làmines són separades i lliures, de color blanc, freqüentment tacades de color marró. L'esporada és blanca.